# Ligue A de la Ligue des nations de l'UEFA 2022-2023
Navigation
Ligue A 2020-2021 Ligue A 2024-2025
La Ligue A de la Ligue des nations 2022-2023 est la première division de la Ligue des nations 2022-2023, troisième édition d'une compétition impliquant les équipes nationales masculines des 55 associations membres de l'UEFA.

## Format
Le format de la compétition est identique à l'édition précédente.
| Nations        | Dernière montée | Classement 2020-2021 | Sélectionneur       | Depuis | Stade principal            | Capacité | Nombre de saisons en Ligue A |
| -------------- | --------------- | -------------------- | ------------------- | ------ | -------------------------- | -------- | ---------------------------- |
| France         | -               | 1er                  | Didier Deschamps    | 2012   | Stade de France            | 80 698   | 2                            |
| Espagne        | -               | 2e                   | Luis Enrique        | 2019   | En alternance              | -        | 2                            |
| Italie         | -               | 3e                   | Roberto Mancini     | 2018   | En alternance              | -        | 2                            |
| Belgique       | -               | 4e                   | Roberto Martínez    | 2016   | Stade Roi Baudouin         | 50 093   | 2                            |
| Portugal       | -               | 5e                   | Fernando Santos     | 2014   | En alternance              | -        | 2                            |
| Pays-Bas       | -               | 6e                   | Louis van Gaal      | 2021   | Johan Cruyff Arena         | 54 990   | 2                            |
| Danemark       | 2020            | 7e                   | Kasper Hjulmand     | 2020   | Parken Stadium             | 38 065   | 1                            |
| Allemagne      | -               | 8e                   | Hansi Flick         | 2021   | En alternance              | -        | 2                            |
| Angleterre     | -               | 9e                   | Gareth Southgate    | 2016   | Stade de Wembley           | 90 000   | 2                            |
| Pologne        | -               | 10e                  | Czesław Michniewicz | 2022   | Stade national de Varsovie | 58 580   | 2                            |
| Suisse         | -               | 11e                  | Murat Yakın         | 2021   | En alternance              | -        | 2                            |
| Croatie        | -               | 12e                  | Zlatko Dalić        | 2017   | En alternance              | -        | 2                            |
| Pays de Galles | 2022            | 1er (Ligue B)        | Rob Page (intérim)  | 2020   | Cardiff City Stadium       | 33 316   | 0                            |
| Autriche       | 2022            | 2e (Ligue B)         | Ralf Rangnick       | 2022   | Stade Ernst-Happel         | 53 008   | 0                            |
| Tchéquie       | 2022            | 3e (Ligue B)         | Jaroslav Šilhavý    | 2016   | Sinobo Stadium             | 19 370   | 0                            |
| Hongrie        | 2022            | 4e (Ligue B)         | Marco Rossi         | 2018   | Stade Ferenc-Puskás        | 67 889   | 0                            |

Légende des couleurs
- Champion de la Ligue des nations 2020-2021
- Vice-champion de la Ligue des nations 2020-2021
- Troisième de la Ligue des nations 2020-2021
- Promu de Ligue B 2020-2021

### Tirage au sort
Les équipes sont attribuées à la Ligue A en fonction de la liste d'accès basée sur le classement général de la précédente édition. Elles sont réparties en quatre chapeaux de quatre équipes, placées selon leur coefficient.
Le tirage au sort de la phase de ligue a lieu à Nyon, le 16 décembre 2021.
| Équipe   | Classement |
| -------- | ---------- |
| France T | 1          |
| Espagne  | 2          |
| Italie   | 3          |
| Belgique | 4          |

| Équipe    | Classement |
| --------- | ---------- |
| Portugal  | 5          |
| Pays-Bas  | 6          |
| Danemark  | 7          |
| Allemagne | 8          |

| Équipe     | Classement |
| ---------- | ---------- |
| Angleterre | 9          |
| Pologne    | 10         |
| Suisse     | 11         |
| Croatie    | 12         |

| Équipe         | Classement |
| -------------- | ---------- |
| Pays de Galles | 17         |
| Autriche       | 18         |
| Tchéquie       | 19         |
| Hongrie        | 20         |

## Groupes
Légende des classements
- Qualifiée pour la phase finale
- Relégation en Ligue B

### Groupe 1
| Rang | Équipe   | Pts | J | G | N | P | Bp | Bc | Diff |  | Résultats (▼ dom., ► ext.) |     |     |     |     |
| ---- | -------- | --- | - | - | - | - | -- | -- | ---- |  | -------------------------- | --- | --- | --- | --- |
| 1    | Croatie  | 13  | 6 | 4 | 1 | 1 | 8  | 6  | +2   |  | Croatie                    |     | 2-1 | 1-1 | 0-3 |
| 2    | Danemark | 12  | 6 | 4 | 0 | 2 | 9  | 5  | +4   |  | Danemark                   | 0-1 |     | 2-0 | 2-0 |
| 3    | France T | 5   | 6 | 1 | 2 | 3 | 5  | 7  | -2   |  | France T                   | 0-1 | 1-2 |     | 2-0 |
| 4    | Autriche | 4   | 6 | 1 | 1 | 4 | 6  | 10 | -4   |  | Autriche                   | 1-3 | 1-2 | 1-1 |     |

| 1re journée       | Croatie | 0 - 3   | Autriche                                        | Stade Gradski vrt, Osijek                                                   |                                                                             |
| 3 juin 2022 20h45 |         | (0 - 1) | 41e Arnautović · 54e Gregoritsch · 57e Sabitzer | Spectateurs : 13 994 Arbitrage : Chris Kavanagh Arbitre vidéo : David Coote | Spectateurs : 13 994 Arbitrage : Chris Kavanagh Arbitre vidéo : David Coote |
| 3 juin 2022 20h45 | Rapport |         |                                                 | Spectateurs : 13 994 Arbitrage : Chris Kavanagh Arbitre vidéo : David Coote | Spectateurs : 13 994 Arbitrage : Chris Kavanagh Arbitre vidéo : David Coote |

|       | France      | 1 - 2   | Danemark          | Stade de France, Saint-Denis                                                    |                                                                                 |
| 20h45 | Benzema 51e | (0 - 0) | 68e 88e Cornelius | Spectateurs : 75 833 Arbitrage : Felix Zwayer Arbitre vidéo : Christian Dingert | Spectateurs : 75 833 Arbitrage : Felix Zwayer Arbitre vidéo : Christian Dingert |
| 20h45 | Rapport     |         |                   | Spectateurs : 75 833 Arbitrage : Felix Zwayer Arbitre vidéo : Christian Dingert | Spectateurs : 75 833 Arbitrage : Felix Zwayer Arbitre vidéo : Christian Dingert |

| 2e journée        | Croatie             | 1 - 1   | France     | Stade de Poljud, Split                                                      |                                                                             |
| 6 juin 2022 20h45 | Kramarić 83e (pen.) | (0 - 0) | 52e Rabiot | Spectateurs : 30 000 Arbitrage : Marco Guida Arbitre vidéo : Marco Di Bello | Spectateurs : 30 000 Arbitrage : Marco Guida Arbitre vidéo : Marco Di Bello |
| 6 juin 2022 20h45 | Rapport             |         |            | Spectateurs : 30 000 Arbitrage : Marco Guida Arbitre vidéo : Marco Di Bello | Spectateurs : 30 000 Arbitrage : Marco Guida Arbitre vidéo : Marco Di Bello |

|       | Autriche     | 1 - 2   | Danemark                          | Stade Ernst-Happel, Vienne                                                 |                                                                            |
| 22h15 | Schlager 67e | (0 - 1) | 28e Højbjerg · 84e Stryger Larsen | Spectateurs : 18 700 Arbitrage : William Collum Arbitre vidéo : Kevin Blom | Spectateurs : 18 700 Arbitrage : William Collum Arbitre vidéo : Kevin Blom |
| 22h15 | Rapport      |         |                                   | Spectateurs : 18 700 Arbitrage : William Collum Arbitre vidéo : Kevin Blom | Spectateurs : 18 700 Arbitrage : William Collum Arbitre vidéo : Kevin Blom |

| 3e journée         | Autriche    | 1 - 1   | France     | Stade Ernst-Happel, Vienne                                                                   |                                                                                              |
| 10 juin 2022 20h45 | Weimann 37e | (1 - 0) | 83e Mbappé | Spectateurs : 44 800 Arbitrage : Anastasios Sidiropoulos Arbitre vidéo : Massimiliano Irrati | Spectateurs : 44 800 Arbitrage : Anastasios Sidiropoulos Arbitre vidéo : Massimiliano Irrati |
| 10 juin 2022 20h45 | Rapport     |         |            | Spectateurs : 44 800 Arbitrage : Anastasios Sidiropoulos Arbitre vidéo : Massimiliano Irrati | Spectateurs : 44 800 Arbitrage : Anastasios Sidiropoulos Arbitre vidéo : Massimiliano Irrati |

|       | Danemark | 0 - 1   | Croatie     | Parken Stadium, Copenhague                                                           |                                                                                      |
| 20h45 |          | (0 - 0) | 69e Pašalić | Spectateurs : 35 862 Arbitrage : Bartosz Frankowski Arbitre vidéo : Paweł Raczkowski | Spectateurs : 35 862 Arbitrage : Bartosz Frankowski Arbitre vidéo : Paweł Raczkowski |
| 20h45 | Rapport  |         |             | Spectateurs : 35 862 Arbitrage : Bartosz Frankowski Arbitre vidéo : Paweł Raczkowski | Spectateurs : 35 862 Arbitrage : Bartosz Frankowski Arbitre vidéo : Paweł Raczkowski |

| 4e journée         | Danemark                  | 2 - 0   | Autriche | Parken Stadium, Copenhague                                                                                | |
| 13 juin 2022 20h45 | Wind 21e · Skov Olsen 37e | (2 - 0) |          | Spectateurs : 35 230 Arbitrage : Alejandro Hernández Hernández Arbitre vidéo : Guillermo Cuadra Fernández | Spectateurs : 35 230 Arbitrage : Alejandro Hernández Hernández Arbitre vidéo : Guillermo Cuadra Fernández |
| 13 juin 2022 20h45 | Rapport                   |         |          | Spectateurs : 35 230 Arbitrage : Alejandro Hernández Hernández Arbitre vidéo : Guillermo Cuadra Fernández | Spectateurs : 35 230 Arbitrage : Alejandro Hernández Hernández Arbitre vidéo : Guillermo Cuadra Fernández |

|       | France  | 0 - 1   | Croatie          | Stade de France, Saint-Denis                                               |                                                                            |
| 20h45 |         | (0 - 1) | 5e (pen.) Modrić | Spectateurs : 77 410 Arbitrage : Orel Grinfeld Arbitre vidéo : Marco Fritz | Spectateurs : 77 410 Arbitrage : Orel Grinfeld Arbitre vidéo : Marco Fritz |
| 20h45 | Rapport |         |                  | Spectateurs : 77 410 Arbitrage : Orel Grinfeld Arbitre vidéo : Marco Fritz | Spectateurs : 77 410 Arbitrage : Orel Grinfeld Arbitre vidéo : Marco Fritz |

| 5e journée              | Croatie              | 2 - 1   | Danemark    | Stade Maksimir, Zagreb                                                       |                                                                              |
| 22 septembre 2022 20h45 | Sosa 49e · Majer 79e | (0 - 0) | 77e Eriksen | Spectateurs : 22 715 Arbitrage : Davide Massa Arbitre vidéo : Marco Di Bello | Spectateurs : 22 715 Arbitrage : Davide Massa Arbitre vidéo : Marco Di Bello |
| 22 septembre 2022 20h45 | Rapport              |         |             | Spectateurs : 22 715 Arbitrage : Davide Massa Arbitre vidéo : Marco Di Bello | Spectateurs : 22 715 Arbitrage : Davide Massa Arbitre vidéo : Marco Di Bello |

|       | France                  | 2 - 0   | Autriche | Stade de France, Saint-Denis                                                                |                                                                                             |
| 20h45 | Mbappé 56e · Giroud 65e | (0 - 0) |          | Spectateurs : 70 188 Arbitrage : Andreas Ekberg Arbitre vidéo : José María Sánchez Martínez | Spectateurs : 70 188 Arbitrage : Andreas Ekberg Arbitre vidéo : José María Sánchez Martínez |
| 20h45 | Rapport                 |         |          | Spectateurs : 70 188 Arbitrage : Andreas Ekberg Arbitre vidéo : José María Sánchez Martínez | Spectateurs : 70 188 Arbitrage : Andreas Ekberg Arbitre vidéo : José María Sánchez Martínez |

| 6e journée              | Autriche       | 1 - 3   | Croatie                             | Stade Ernst-Happel, Vienne                                                       |                                                                                  |
| 25 septembre 2022 20h45 | Baumgartner 9e | (1 - 1) | 6e Modrić · 69e Livaja · 72e Lovren | Spectateurs : 45 700 Arbitrage : Artur Soares Dias Arbitre vidéo : Tiago Martins | Spectateurs : 45 700 Arbitrage : Artur Soares Dias Arbitre vidéo : Tiago Martins |
| 25 septembre 2022 20h45 | Rapport        |         |                                     | Spectateurs : 45 700 Arbitrage : Artur Soares Dias Arbitre vidéo : Tiago Martins | Spectateurs : 45 700 Arbitrage : Artur Soares Dias Arbitre vidéo : Tiago Martins |

|       | Danemark                     | 2 - 0   | France | Parken Stadium, Copenhague                                                       |                                                                                  |
| 20h45 | Dolberg 34e · Skov Olsen 39e | (2 - 0) |        | Spectateurs : 36 064 Arbitrage : István Kovács Arbitre vidéo : Christian Dingert | Spectateurs : 36 064 Arbitrage : István Kovács Arbitre vidéo : Christian Dingert |
| 20h45 | Rapport                      |         |        | Spectateurs : 36 064 Arbitrage : István Kovács Arbitre vidéo : Christian Dingert | Spectateurs : 36 064 Arbitrage : István Kovács Arbitre vidéo : Christian Dingert |

### Groupe 2
| Rang | Équipe   | Pts | J | G | N | P | Bp | Bc | Diff |  | Résultats (▼ dom., ► ext.) |     |     |     |     |
| ---- | -------- | --- | - | - | - | - | -- | -- | ---- |  | -------------------------- | --- | --- | --- | --- |
| 1    | Espagne  | 11  | 6 | 3 | 2 | 1 | 8  | 5  | +3   |  | Espagne                    |     | 1-1 | 1-2 | 2-0 |
| 2    | Portugal | 10  | 6 | 3 | 1 | 2 | 11 | 3  | +8   |  | Portugal                   | 0-0 |     | 4-0 | 2-0 |
| 3    | Suisse   | 9   | 6 | 3 | 0 | 3 | 6  | 9  | -3   |  | Suisse                     | 0-1 | 1-0 |     | 2-1 |
| 4    | Tchéquie | 4   | 6 | 1 | 1 | 4 | 5  | 13 | -8   |  | Tchéquie                   | 2-2 | 0-4 | 2-1 |     |

| 1re journée       | Tchéquie                   | 2 - 1   | Suisse     | Sinobo Stadium, Prague                                                      |                                                                             |
| 2 juin 2022 20h45 | Kuchta 11e · Sow 58e (csc) | (1 - 1) | 44e Okafor | Spectateurs : 12 236 Arbitrage : Daniel Siebert Arbitre vidéo : Marco Fritz | Spectateurs : 12 236 Arbitrage : Daniel Siebert Arbitre vidéo : Marco Fritz |
| 2 juin 2022 20h45 | Rapport                    |         |            | Spectateurs : 12 236 Arbitrage : Daniel Siebert Arbitre vidéo : Marco Fritz | Spectateurs : 12 236 Arbitrage : Daniel Siebert Arbitre vidéo : Marco Fritz |

|       | Espagne    | 1 - 1   | Portugal  | Stade Benito-Villamarín, Séville                                               |                                                                                |
| 20h45 | Morata 25e | (1 - 0) | 82e Horta | Spectateurs : 41 236 Arbitrage : Michael Oliver Arbitre vidéo : Stuart Attwell | Spectateurs : 41 236 Arbitrage : Michael Oliver Arbitre vidéo : Stuart Attwell |
| 20h45 | Rapport    |         |           | Spectateurs : 41 236 Arbitrage : Michael Oliver Arbitre vidéo : Stuart Attwell | Spectateurs : 41 236 Arbitrage : Michael Oliver Arbitre vidéo : Stuart Attwell |

| 2e journée        | Tchéquie              | 2 - 2   | Espagne                   | Sinobo Stadium, Prague                                                           |                                                                                  |
| 5 juin 2022 20h45 | Pešek 4e · Kuchta 66e | (1 - 1) | 45+3e Gavi · 90e Martínez | Spectateurs : 18 245 Arbitrage : François Letexier Arbitre vidéo : Willy Delajod | Spectateurs : 18 245 Arbitrage : François Letexier Arbitre vidéo : Willy Delajod |
| 5 juin 2022 20h45 | Rapport               |         |                           | Spectateurs : 18 245 Arbitrage : François Letexier Arbitre vidéo : Willy Delajod | Spectateurs : 18 245 Arbitrage : François Letexier Arbitre vidéo : Willy Delajod |

|               | Portugal                                     | 4 - 0   | Suisse | Estádio José Alvalade XXI, Lisbonne                                            |                                                                                |
| 20h45 (19h45) | Carvalho 15e · Ronaldo 35e 39e · Cancelo 68e | (3 - 0) |        | Spectateurs : 42 325 Arbitrage : Orel Grinfeld Arbitre vidéo : Bastian Dankert | Spectateurs : 42 325 Arbitrage : Orel Grinfeld Arbitre vidéo : Bastian Dankert |
| 20h45 (19h45) | Rapport                                      |         |        | Spectateurs : 42 325 Arbitrage : Orel Grinfeld Arbitre vidéo : Bastian Dankert | Spectateurs : 42 325 Arbitrage : Orel Grinfeld Arbitre vidéo : Bastian Dankert |

| 3e journée                | Portugal                 | 2 - 0   | Tchéquie | Estádio José Alvalade XXI, Lisbonne                                       |                                                                           |
| 9 juin 2022 20h45 (19h45) | Cancelo 33e · Guedes 38e | (2 - 0) |          | Spectateurs : 44 100 Arbitrage : Matej Jug Arbitre vidéo : Rade Obrenović | Spectateurs : 44 100 Arbitrage : Matej Jug Arbitre vidéo : Rade Obrenović |
| 9 juin 2022 20h45 (19h45) | Rapport                  |         |          | Spectateurs : 44 100 Arbitrage : Matej Jug Arbitre vidéo : Rade Obrenović | Spectateurs : 44 100 Arbitrage : Matej Jug Arbitre vidéo : Rade Obrenović |

|       | Suisse  | 0 - 1   | Espagne     | Stade de Genève, Genève                                                               |                                                                                       |
| 20h45 |         | (0 - 1) | 13e Sarabia | Spectateurs : 25 875 Arbitrage : Serdar Gözübüyük (en) Arbitre vidéo : Danny Makkelie | Spectateurs : 25 875 Arbitrage : Serdar Gözübüyük (en) Arbitre vidéo : Danny Makkelie |
| 20h45 | Rapport |         |             | Spectateurs : 25 875 Arbitrage : Serdar Gözübüyük (en) Arbitre vidéo : Danny Makkelie | Spectateurs : 25 875 Arbitrage : Serdar Gözübüyük (en) Arbitre vidéo : Danny Makkelie |

| 4e journée         | Espagne                 | 2 - 0   | Tchéquie | Stade de La Rosaleda, Malaga                                                     |                                                                                  |
| 12 juin 2022 20h45 | Soler 24e · Sarabia 75e | (1 - 0) |          | Spectateurs : 30 389 Arbitrage : Cüneyt Çakır Arbitre vidéo : Abdulkadir Bitigen | Spectateurs : 30 389 Arbitrage : Cüneyt Çakır Arbitre vidéo : Abdulkadir Bitigen |
| 12 juin 2022 20h45 | Rapport                 |         |          | Spectateurs : 30 389 Arbitrage : Cüneyt Çakır Arbitre vidéo : Abdulkadir Bitigen | Spectateurs : 30 389 Arbitrage : Cüneyt Çakır Arbitre vidéo : Abdulkadir Bitigen |

|       | Suisse        | 1 - 0   | Portugal | Stade de Genève, Genève                                                       |                                                                               |
| 20h45 | Seferović 1re | (1 - 0) |          | Spectateurs : 26 300 Arbitrage : Fran Jović (de) Arbitre vidéo : Paolo Valeri | Spectateurs : 26 300 Arbitrage : Fran Jović (de) Arbitre vidéo : Paolo Valeri |
| 20h45 | Rapport       |         |          | Spectateurs : 26 300 Arbitrage : Fran Jović (de) Arbitre vidéo : Paolo Valeri | Spectateurs : 26 300 Arbitrage : Fran Jović (de) Arbitre vidéo : Paolo Valeri |

| 5e journée              | Tchéquie | 0 - 4   | Portugal                                   | Sinobo Stadium, Prague                                                           |                                                                                  |
| 24 septembre 2022 20h45 |          | (0 - 2) | 33e 52e Dalot · 45+2e Fernandes · 82e Jota | Spectateurs : 19 322 Arbitrage : Srđan Jovanović Arbitre vidéo : Bastian Dankert | Spectateurs : 19 322 Arbitrage : Srđan Jovanović Arbitre vidéo : Bastian Dankert |
| 24 septembre 2022 20h45 | Rapport  |         |                                            | Spectateurs : 19 322 Arbitrage : Srđan Jovanović Arbitre vidéo : Bastian Dankert | Spectateurs : 19 322 Arbitrage : Srđan Jovanović Arbitre vidéo : Bastian Dankert |

|       | Espagne  | 1 - 2   | Suisse                  | Stade de La Romareda, Saragosse                                                |                                                                                |
| 20h45 | Alba 55e | (0 - 1) | 21e Akanji · 59e Embolo | Spectateurs : 31 809 Arbitrage : Clément Turpin Arbitre vidéo : Jérôme Brisard | Spectateurs : 31 809 Arbitrage : Clément Turpin Arbitre vidéo : Jérôme Brisard |
| 20h45 | Rapport  |         |                         | Spectateurs : 31 809 Arbitrage : Clément Turpin Arbitre vidéo : Jérôme Brisard | Spectateurs : 31 809 Arbitrage : Clément Turpin Arbitre vidéo : Jérôme Brisard |

| 6e journée                      | Portugal | 0 - 1   | Espagne    | Stade municipal de Braga, Braga                                                     |                                                                                     |
| 27 septembre 2022 20h45 (19h45) |          | (0 - 0) | 88e Morata | Spectateurs : 28 196 Arbitrage : Daniele Orsato Arbitre vidéo : Massimiliano Irrati | Spectateurs : 28 196 Arbitrage : Daniele Orsato Arbitre vidéo : Massimiliano Irrati |
| 27 septembre 2022 20h45 (19h45) | Rapport  |         |            | Spectateurs : 28 196 Arbitrage : Daniele Orsato Arbitre vidéo : Massimiliano Irrati | Spectateurs : 28 196 Arbitrage : Daniele Orsato Arbitre vidéo : Massimiliano Irrati |

|       | Suisse                   | 2 - 1   | Tchéquie   | Kybunpark, Saint-Gall                                                          |                                                                                |
| 20h45 | Freuler 29e · Embolo 30e | (2 - 1) | 45e Schick | Spectateurs : 15 353 Arbitrage : Irfan Peljto (en) Arbitre vidéo : Marco Guida | Spectateurs : 15 353 Arbitrage : Irfan Peljto (en) Arbitre vidéo : Marco Guida |
| 20h45 | Rapport                  |         |            | Spectateurs : 15 353 Arbitrage : Irfan Peljto (en) Arbitre vidéo : Marco Guida | Spectateurs : 15 353 Arbitrage : Irfan Peljto (en) Arbitre vidéo : Marco Guida |

### Groupe 3
| Rang | Équipe     | Pts | J | G | N | P | Bp | Bc | Diff |  | Résultats (▼ dom., ► ext.) |     |     |     |     |
| ---- | ---------- | --- | - | - | - | - | -- | -- | ---- |  | -------------------------- | --- | --- | --- | --- |
| 1    | Italie     | 11  | 6 | 3 | 2 | 1 | 8  | 7  | +1   |  | Italie                     |     | 2-1 | 1-1 | 1-0 |
| 2    | Hongrie    | 10  | 6 | 3 | 1 | 2 | 8  | 5  | +3   |  | Hongrie                    | 0-2 |     | 1-1 | 1-0 |
| 3    | Allemagne  | 7   | 6 | 1 | 4 | 1 | 11 | 9  | +2   |  | Allemagne                  | 5-2 | 0-1 |     | 1-1 |
| 4    | Angleterre | 3   | 6 | 0 | 3 | 3 | 4  | 10 | -6   |  | Angleterre                 | 0-0 | 0-4 | 3-3 |     |

| 1re journée       | Hongrie               | 1 - 0   | Angleterre | Stade Ferenc-Puskás, Budapest                                                    |                                                                                  |
| 4 juin 2022 18h00 | Szoboszlai 66e (pen.) | (0 - 0) |            | Spectateurs : 26 935 Arbitrage : Artur Soares Dias Arbitre vidéo : Tiago Martins | Spectateurs : 26 935 Arbitrage : Artur Soares Dias Arbitre vidéo : Tiago Martins |
| 4 juin 2022 18h00 | Rapport               |         |            | Spectateurs : 26 935 Arbitrage : Artur Soares Dias Arbitre vidéo : Tiago Martins | Spectateurs : 26 935 Arbitrage : Artur Soares Dias Arbitre vidéo : Tiago Martins |

|       | Italie         | 1 - 1   | Allemagne   | Stade Renato-Dall'Ara, Bologne                                                       |                                                                                      |
| 20h45 | Pellegrini 70e | (0 - 0) | 73e Kimmich | Spectateurs : 23 754 Arbitrage : Srdjan Jovanović Arbitre vidéo : Tomasz Kwiatkowski | Spectateurs : 23 754 Arbitrage : Srdjan Jovanović Arbitre vidéo : Tomasz Kwiatkowski |
| 20h45 | Rapport        |         |             | Spectateurs : 23 754 Arbitrage : Srdjan Jovanović Arbitre vidéo : Tomasz Kwiatkowski | Spectateurs : 23 754 Arbitrage : Srdjan Jovanović Arbitre vidéo : Tomasz Kwiatkowski |

| 2e journée        | Allemagne   | 1 - 1   | Angleterre      | Allianz Arena, Munich                                                                          |                                                                                                |
| 7 juin 2022 20h45 | Hofmann 50e | (0 - 0) | 88e (pen.) Kane | Spectateurs : 66 289 Arbitrage : Carlos del Cerro Grande Arbitre vidéo : Juan Martínez Munuera | Spectateurs : 66 289 Arbitrage : Carlos del Cerro Grande Arbitre vidéo : Juan Martínez Munuera |
| 7 juin 2022 20h45 | Rapport     |         |                 | Spectateurs : 66 289 Arbitrage : Carlos del Cerro Grande Arbitre vidéo : Juan Martínez Munuera | Spectateurs : 66 289 Arbitrage : Carlos del Cerro Grande Arbitre vidéo : Juan Martínez Munuera |

|       | Italie                       | 2 - 1   | Hongrie           | Stade Dino-Manuzzi, Cesena                                                  |                                                                             |
| 20h45 | Barella 30e · Pellegrini 45e | (2 - 0) | 61e (csc) Mancini | Spectateurs : 14 942 Arbitrage : Sandro Schärer Arbitre vidéo : Marco Fritz | Spectateurs : 14 942 Arbitrage : Sandro Schärer Arbitre vidéo : Marco Fritz |
| 20h45 | Rapport                      |         |                   | Spectateurs : 14 942 Arbitrage : Sandro Schärer Arbitre vidéo : Marco Fritz | Spectateurs : 14 942 Arbitrage : Sandro Schärer Arbitre vidéo : Marco Fritz |

| 3e journée                 | Angleterre | 0 - 0 | Italie | Molineux Stadium, Wolverhampton                                                    |                                                                                    |
| 11 juin 2022 20h45 (19h45) |            |       |        | Spectateurs : 1 782 Arbitrage : Szymon Marciniak Arbitre vidéo : Tomasz Kwiatowski | Spectateurs : 1 782 Arbitrage : Szymon Marciniak Arbitre vidéo : Tomasz Kwiatowski |
| 11 juin 2022 20h45 (19h45) | Rapport    |       |        | Spectateurs : 1 782 Arbitrage : Szymon Marciniak Arbitre vidéo : Tomasz Kwiatowski | Spectateurs : 1 782 Arbitrage : Szymon Marciniak Arbitre vidéo : Tomasz Kwiatowski |

|       | Hongrie    | 1 - 1   | Allemagne  | Stade Ferenc-Puskás, Budapest                                                                  |                                                                                                |
| 20h45 | Z. Nagy 6e | (1 - 1) | 9e Hofmann | Spectateurs : 55 948 Arbitrage : José María Sánchez Arbitre vidéo : Guillermo Cuadra Fernández | Spectateurs : 55 948 Arbitrage : José María Sánchez Arbitre vidéo : Guillermo Cuadra Fernández |
| 20h45 | Rapport    |         |            | Spectateurs : 55 948 Arbitrage : José María Sánchez Arbitre vidéo : Guillermo Cuadra Fernández | Spectateurs : 55 948 Arbitrage : José María Sánchez Arbitre vidéo : Guillermo Cuadra Fernández |

| 4e journée                 | Angleterre | 0 - 4   | Hongrie                                   | Molineux Stadium, Wolverhampton                                               |                                                                               |
| 14 juin 2022 20h45 (19h45) |            | (0 - 1) | 16e 70e Sallai · 80e Z. Nagy · 89e Gazdag | Spectateurs : 28 839 Arbitrage : Clément Turpin Arbitre vidéo : Willy Delajod | Spectateurs : 28 839 Arbitrage : Clément Turpin Arbitre vidéo : Willy Delajod |
| 14 juin 2022 20h45 (19h45) | Rapport    |         |                                           | Spectateurs : 28 839 Arbitrage : Clément Turpin Arbitre vidéo : Willy Delajod | Spectateurs : 28 839 Arbitrage : Clément Turpin Arbitre vidéo : Willy Delajod |

|       | Allemagne                                                         | 5 - 2   | Italie                     | Borussia-Park, Mönchengladbach                                                |                                                                               |
| 20h45 | Kimmich 10e · Gündoğan 45+4e (pen.) · Müller 51e · Werner 68e 69e | (2 - 0) | 78e Gnonto · 90+4e Bastoni | Spectateurs : 44 144 Arbitrage : István Kovács Arbitre vidéo : Pol van Boekel | Spectateurs : 44 144 Arbitrage : István Kovács Arbitre vidéo : Pol van Boekel |
| 20h45 | Rapport                                                           |         |                            | Spectateurs : 44 144 Arbitrage : István Kovács Arbitre vidéo : Pol van Boekel | Spectateurs : 44 144 Arbitrage : István Kovács Arbitre vidéo : Pol van Boekel |

| 5e journée              | Allemagne | 0 - 1   | Hongrie        | Red Bull Arena, Leipzig                                                  |                                                                          |
| 23 septembre 2022 20h45 |           | (0 - 1) | 17e Ád. Szalai | Spectateurs : 39 513 Arbitrage : Slavko Vinčić Arbitre vidéo : Matej Jug | Spectateurs : 39 513 Arbitrage : Slavko Vinčić Arbitre vidéo : Matej Jug |
| 23 septembre 2022 20h45 | Rapport   |         |                | Spectateurs : 39 513 Arbitrage : Slavko Vinčić Arbitre vidéo : Matej Jug | Spectateurs : 39 513 Arbitrage : Slavko Vinčić Arbitre vidéo : Matej Jug |

|       | Italie        | 1 - 0   | Angleterre | Stade San Siro, Milan                                                                    |                                                                                          |
| 20h45 | Raspadori 68e | (0 - 0) |            | Spectateurs : 50 640 Arbitrage : Jesús Gil Manzano Arbitre vidéo : Juan Martínez Munuera | Spectateurs : 50 640 Arbitrage : Jesús Gil Manzano Arbitre vidéo : Juan Martínez Munuera |
| 20h45 | Rapport       |         |            | Spectateurs : 50 640 Arbitrage : Jesús Gil Manzano Arbitre vidéo : Juan Martínez Munuera | Spectateurs : 50 640 Arbitrage : Jesús Gil Manzano Arbitre vidéo : Juan Martínez Munuera |

| 6e journée                      | Angleterre                             | 3 - 3   | Allemagne                             | Stade de Wembley, Londres                                                      |                                                                                |
| 26 septembre 2022 20h45 (19h45) | Shaw 72e · Mount 75e · Kane 83e (pen.) | (0 - 0) | 52e (pen.) Gündoğan · 67e 87e Havertz | Spectateurs : 78 949 Arbitrage : Danny Makkelie Arbitre vidéo : Pol van Boekel | Spectateurs : 78 949 Arbitrage : Danny Makkelie Arbitre vidéo : Pol van Boekel |
| 26 septembre 2022 20h45 (19h45) | Rapport                                |         |                                       | Spectateurs : 78 949 Arbitrage : Danny Makkelie Arbitre vidéo : Pol van Boekel | Spectateurs : 78 949 Arbitrage : Danny Makkelie Arbitre vidéo : Pol van Boekel |

|       | Hongrie | 0 - 2   | Italie                      | Stade Ferenc-Puskás, Budapest                                                 |                                                                               |
| 20h45 |         | (0 - 1) | 27e Raspadori · 52e Dimarco | Spectateurs : 57 300 Arbitrage : Benoît Bastien Arbitre vidéo : Benoît Millot | Spectateurs : 57 300 Arbitrage : Benoît Bastien Arbitre vidéo : Benoît Millot |
| 20h45 | Rapport |         |                             | Spectateurs : 57 300 Arbitrage : Benoît Bastien Arbitre vidéo : Benoît Millot | Spectateurs : 57 300 Arbitrage : Benoît Bastien Arbitre vidéo : Benoît Millot |

### Groupe 4
| Rang | Équipe         | Pts | J | G | N | P | Bp | Bc | Diff |  | Résultats (▼ dom., ► ext.) |     |     |     |     |
| ---- | -------------- | --- | - | - | - | - | -- | -- | ---- |  | -------------------------- | --- | --- | --- | --- |
| 1    | Pays-Bas       | 16  | 6 | 5 | 1 | 0 | 14 | 6  | +8   |  | Pays-Bas                   |     | 1-0 | 2-2 | 3-2 |
| 2    | Belgique       | 10  | 6 | 3 | 1 | 2 | 11 | 8  | +3   |  | Belgique                   | 1-4 |     | 6-1 | 2-1 |
| 3    | Pologne        | 7   | 6 | 2 | 1 | 3 | 6  | 12 | -6   |  | Pologne                    | 0-2 | 0-1 |     | 2-1 |
| 4    | Pays de Galles | 1   | 6 | 0 | 1 | 5 | 6  | 11 | -5   |  | Pays de Galles             | 1-2 | 1-1 | 0-1 |     |

| 1re journée         | Pologne                      | 2 - 1   | Pays de Galles  | Stade municipal de Wrocław, Wrocław                                             |                                                                                 |
| 1er juin 2022 20h45 | Kamiński 72e · Świderski 85e | (0 - 0) | 52e J. Williams | Spectateurs : 35 214 Arbitrage : Rade Obrenović Arbitre vidéo : Nejc Kajtazovic | Spectateurs : 35 214 Arbitrage : Rade Obrenović Arbitre vidéo : Nejc Kajtazovic |
| 1er juin 2022 20h45 | Rapport                      |         |                 | Spectateurs : 35 214 Arbitrage : Rade Obrenović Arbitre vidéo : Nejc Kajtazovic | Spectateurs : 35 214 Arbitrage : Rade Obrenović Arbitre vidéo : Nejc Kajtazovic |

| 3 juin 2022 | Belgique        | 1 - 4   | Pays-Bas                                    | Stade Roi Baudouin, Bruxelles                                                                     |                                                                                                   |
| 20h45       | Batshuayi 90+3e | (0 - 1) | 40e Bergwijn · 51e 65e Depay · 61e Dumfries | Spectateurs : 38 327 Arbitrage : José María Sánchez Arbitre vidéo : Alejandro Hernández Hernández | Spectateurs : 38 327 Arbitrage : José María Sánchez Arbitre vidéo : Alejandro Hernández Hernández |
| 20h45       | Rapport         |         |                                             | Spectateurs : 38 327 Arbitrage : José María Sánchez Arbitre vidéo : Alejandro Hernández Hernández | Spectateurs : 38 327 Arbitrage : José María Sánchez Arbitre vidéo : Alejandro Hernández Hernández |

| 2e journée        | Belgique                                                                      | 6 - 1   | Pologne         | Stade Roi Baudouin, Bruxelles                                                  |                                                                                |
| 8 juin 2022 20h45 | Witsel 42e · De Bruyne 59e · Trossard 73e 80e · Dendoncker 83e · Openda 90+3e | (1 - 1) | 28e Lewandowski | Spectateurs : 27 409 Arbitrage : Ivan Kružliak Arbitre vidéo : Bastian Dankert | Spectateurs : 27 409 Arbitrage : Ivan Kružliak Arbitre vidéo : Bastian Dankert |
| 8 juin 2022 20h45 | Rapport                                                                       |         |                 | Spectateurs : 27 409 Arbitrage : Ivan Kružliak Arbitre vidéo : Bastian Dankert | Spectateurs : 27 409 Arbitrage : Ivan Kružliak Arbitre vidéo : Bastian Dankert |

|               | Pays de Galles          | 1 - 2   | Pays-Bas                         | Cardiff City Stadium, Cardiff                                                  |                                                                                |
| 20h45 (19h45) | Norrington-Davies 90+2e | (0 - 0) | 50e Koopmeiners · 90+4e Weghorst | Spectateurs : 23 395 Arbitrage : Glenn Nyberg Arbitre vidéo : Paweł Raczkowski | Spectateurs : 23 395 Arbitrage : Glenn Nyberg Arbitre vidéo : Paweł Raczkowski |
| 20h45 (19h45) | Rapport                 |         |                                  | Spectateurs : 23 395 Arbitrage : Glenn Nyberg Arbitre vidéo : Paweł Raczkowski | Spectateurs : 23 395 Arbitrage : Glenn Nyberg Arbitre vidéo : Paweł Raczkowski |

| 3e journée         | Pays-Bas                    | 2 - 2   | Pologne                  | Stade Feijenoord, Rotterdam                                                     |                                                                                 |
| 11 juin 2022 20h45 | Klaassen 51e · Dumfries 54e | (0 - 1) | 18e Cash · 49e Zieliński | Spectateurs : 39 382 Arbitrage : Halil Umut Meler Arbitre vidéo : Mete Kalkavan | Spectateurs : 39 382 Arbitrage : Halil Umut Meler Arbitre vidéo : Mete Kalkavan |
| 11 juin 2022 20h45 | Rapport                     |         |                          | Spectateurs : 39 382 Arbitrage : Halil Umut Meler Arbitre vidéo : Mete Kalkavan | Spectateurs : 39 382 Arbitrage : Halil Umut Meler Arbitre vidéo : Mete Kalkavan |

|               | Pays de Galles | 1 - 1   | Belgique      | Cardiff City Stadium, Cardiff                                                 |                                                                               |
| 20h45 (19h45) | Johnson 86e    | (0 - 0) | 51e Tielemans | Spectateurs : 27 188 Arbitrage : Benoît Bastien Arbitre vidéo : Benoît Millot | Spectateurs : 27 188 Arbitrage : Benoît Bastien Arbitre vidéo : Benoît Millot |
| 20h45 (19h45) | Rapport        |         |               | Spectateurs : 27 188 Arbitrage : Benoît Bastien Arbitre vidéo : Benoît Millot | Spectateurs : 27 188 Arbitrage : Benoît Bastien Arbitre vidéo : Benoît Millot |

| 4e journée         | Pays-Bas                           | 3 - 2   | Pays de Galles                  | Stade Feijenoord, Rotterdam                                                      |                                                                                  |
| 14 juin 2022 20h45 | Lang 17e · Gakpo 23e · Depay 90+3e | (2 - 1) | 26e Johnson · 90+2e (pen.) Bale | Spectateurs : 37 247 Arbitrage : Horațiu Feșnic Arbitre vidéo : Maurizio Mariani | Spectateurs : 37 247 Arbitrage : Horațiu Feșnic Arbitre vidéo : Maurizio Mariani |
| 14 juin 2022 20h45 | Rapport                            |         |                                 | Spectateurs : 37 247 Arbitrage : Horațiu Feșnic Arbitre vidéo : Maurizio Mariani | Spectateurs : 37 247 Arbitrage : Horațiu Feșnic Arbitre vidéo : Maurizio Mariani |

|       | Pologne | 0 - 1   | Belgique      | Stade national de Varsovie, Varsovie                                       |                                                                            |
| 20h45 |         | (0 - 1) | 16e Batshuayi | Spectateurs : 56 803 Arbitrage : Irfan Peljto Arbitre vidéo : Paolo Valeri | Spectateurs : 56 803 Arbitrage : Irfan Peljto Arbitre vidéo : Paolo Valeri |
| 20h45 | Rapport |         |               | Spectateurs : 56 803 Arbitrage : Irfan Peljto Arbitre vidéo : Paolo Valeri | Spectateurs : 56 803 Arbitrage : Irfan Peljto Arbitre vidéo : Paolo Valeri |

| 5e journée              | Belgique                      | 2 - 1   | Pays de Galles | Stade Roi Baudouin, Bruxelles                                                |                                                                              |
| 22 septembre 2022 20h45 | De Bruyne 10e · Batshuayi 37e | (2 - 0) | 50e Moore      | Spectateurs : 28 463 Arbitrage : Ali Palabıyık Arbitre vidéo : Mete Kalkavan | Spectateurs : 28 463 Arbitrage : Ali Palabıyık Arbitre vidéo : Mete Kalkavan |
| 22 septembre 2022 20h45 | Rapport                       |         |                | Spectateurs : 28 463 Arbitrage : Ali Palabıyık Arbitre vidéo : Mete Kalkavan | Spectateurs : 28 463 Arbitrage : Ali Palabıyık Arbitre vidéo : Mete Kalkavan |

|       | Pologne | 0 - 2   | Pays-Bas                 | Stade national de Varsovie, Varsovie                                                             |                                                                                                  |
| 20h45 |         | (0 - 1) | 13e Gakpo · 60e Bergwijn | Spectateurs : 56 673 Arbitrage : Alejandro Hernández Hernández Arbitre vidéo : Ricardo de Burgos | Spectateurs : 56 673 Arbitrage : Alejandro Hernández Hernández Arbitre vidéo : Ricardo de Burgos |
| 20h45 | Rapport |         |                          | Spectateurs : 56 673 Arbitrage : Alejandro Hernández Hernández Arbitre vidéo : Ricardo de Burgos | Spectateurs : 56 673 Arbitrage : Alejandro Hernández Hernández Arbitre vidéo : Ricardo de Burgos |

| 6e journée              | Pays-Bas     | 1 - 0   | Belgique | Johan Cruyff Arena, Amsterdam                                                  |                                                                                |
| 25 septembre 2022 20h45 | van Dijk 73e | (0 - 0) |          | Spectateurs : 52 314 Arbitrage : Anthony Taylor Arbitre vidéo : Stuart Attwell | Spectateurs : 52 314 Arbitrage : Anthony Taylor Arbitre vidéo : Stuart Attwell |
| 25 septembre 2022 20h45 | Rapport      |         |          | Spectateurs : 52 314 Arbitrage : Anthony Taylor Arbitre vidéo : Stuart Attwell | Spectateurs : 52 314 Arbitrage : Anthony Taylor Arbitre vidéo : Stuart Attwell |

|               | Pays de Galles | 0 - 1   | Pologne       | Cardiff City Stadium, Cardiff                                                  |                                                                                |
| 20h45 (19h45) |                | (0 - 0) | 58e Świderski | Spectateurs : 31 520 Arbitrage : Andris Treimanis Arbitre vidéo : Paolo Valeri | Spectateurs : 31 520 Arbitrage : Andris Treimanis Arbitre vidéo : Paolo Valeri |
| 20h45 (19h45) | Rapport        |         |               | Spectateurs : 31 520 Arbitrage : Andris Treimanis Arbitre vidéo : Paolo Valeri | Spectateurs : 31 520 Arbitrage : Andris Treimanis Arbitre vidéo : Paolo Valeri |

## Classement général
Légende des classements
- Qualifié pour la phase finale
- Relégation en Ligue B pour la saison 2024-2025

| Ligue A | Ligue A        | Ligue A                         | Ligue A | Ligue A | Ligue A | Ligue A | Ligue A | Ligue A | Ligue A | Ligue A | Ligue A |
| Rang    | Nation         | Parcours                        | Gr.     | MJ      | G       | N       | P       | Pts     | Bp      | Bc      | Diff    |
| ------- | -------------- | ------------------------------- | ------- | ------- | ------- | ------- | ------- | ------- | ------- | ------- | ------- |
| 1er     | Pays-Bas       | Meilleur premier de groupe      | 4       | 6       | 5       | 1       | 0       | 16      | 14      | 6       | +8      |
| 2e      | Croatie        | 2e meilleur premier de groupe   | 1       | 6       | 4       | 1       | 1       | 13      | 8       | 6       | +2      |
| 3e      | Espagne        | 3e meilleur premier de groupe   | 2       | 6       | 3       | 2       | 1       | 11      | 8       | 5       | +3      |
| 4e      | Italie         | 4emeilleur premier de groupe    | 3       | 6       | 3       | 2       | 1       | 11      | 8       | 7       | +1      |
|         |                |                                 |         |         |         |         |         |         |         |         |         |
| 5e      | Danemark       | Meilleur deuxième de groupe     | 1       | 6       | 4       | 0       | 2       | 12      | 9       | 5       | +4      |
| 6e      | Portugal       | 2e meilleur deuxième de groupe  | 2       | 6       | 3       | 1       | 2       | 10      | 11      | 3       | +8      |
| 7e      | Belgique       | 3e meilleur deuxième de groupe  | 4       | 6       | 3       | 1       | 2       | 10      | 11      | 8       | +3      |
| 8e      | Hongrie        | 4e Meilleur deuxième de groupe  | 3       | 6       | 3       | 1       | 2       | 10      | 8       | 5       | +3      |
|         |                |                                 |         |         |         |         |         |         |         |         |         |
| 9e      | Suisse         | Meilleur troisième de groupe    | 2       | 6       | 3       | 0       | 3       | 9       | 6       | 9       | -3      |
| 10e     | Allemagne      | 2e meilleur troisième de groupe | 3       | 6       | 1       | 4       | 1       | 7       | 11      | 9       | +2      |
| 11e     | Pologne        | 3e meilleur troisième de groupe | 4       | 6       | 2       | 1       | 3       | 7       | 6       | 12      | -6      |
| 12e     | France         | 4e meilleur troisième de groupe | 1       | 6       | 1       | 2       | 3       | 5       | 5       | 7       | -2      |
|         |                |                                 |         |         |         |         |         |         |         |         |         |
| 13e     | Autriche       | Meilleur quatrième de groupe    | 1       | 6       | 1       | 1       | 4       | 4       | 6       | 10      | -4      |
| 14e     | Tchéquie       | 2e meilleur quatrième de groupe | 2       | 6       | 1       | 1       | 4       | 4       | 5       | 13      | -8      |
| 15e     | Angleterre     | 3e meilleur quatrième de groupe | 3       | 6       | 0       | 3       | 3       | 3       | 4       | 10      | -6      |
| 16e     | Pays de Galles | 4e meilleur quatrième de groupe | 4       | 6       | 0       | 1       | 5       | 1       | 6       | 11      | -5      |

## Tableau final
|  | Demi-finales             | Demi-finales             | Demi-finales             | Demi-finales             |                               |           | Finale                   | Finale                   | Finale                   | Finale                   |
|  |                          |                          |                          |                          |                               |           |                          |                          |                          |                          |
|  | 14 juin 2023 à Rotterdam | 14 juin 2023 à Rotterdam | 14 juin 2023 à Rotterdam | 14 juin 2023 à Rotterdam |                               |           | 18 juin 2023 à Rotterdam | 18 juin 2023 à Rotterdam | 18 juin 2023 à Rotterdam | 18 juin 2023 à Rotterdam |
|  | Pays-Bas                 | Pays-Bas                 | 2                        | 2                        |                               |           | 18 juin 2023 à Rotterdam | 18 juin 2023 à Rotterdam | 18 juin 2023 à Rotterdam | 18 juin 2023 à Rotterdam |
|  | Pays-Bas                 | Pays-Bas                 | 2                        | 2                        |                               |           | 18 juin 2023 à Rotterdam | 18 juin 2023 à Rotterdam | 18 juin 2023 à Rotterdam | 18 juin 2023 à Rotterdam |
|  | Croatie                  | Croatie                  | 4 ap                     | 4 ap                     |                               |           | 18 juin 2023 à Rotterdam | 18 juin 2023 à Rotterdam | 18 juin 2023 à Rotterdam | 18 juin 2023 à Rotterdam |
|  | Croatie                  | Croatie                  | 4 ap                     | 4 ap                     | Croatie                       | Croatie   | 0 ap (4)                 | 0 ap (4)                 |                          |                          |
|  | 15 juin 2023 à Enschede  |                          |                          |                          | Croatie                       | Croatie   | 0 ap (4)                 | 0 ap (4)                 |                          |                          |
|  |                          |                          | Espagne                  | Espagne                  | 0 tab (5)                     | 0 tab (5) |                          |                          |                          |                          |
|  | Espagne                  | Espagne                  | Espagne                  | Espagne                  | 0 tab (5)                     | 0 tab (5) | 2                        | 2                        |                          |                          |
|  | Espagne                  | Espagne                  |                          |                          |                               |           |                          | 2                        |                          |                          |
|  | Italie                   | Italie                   | 1                        | 1                        |                               |           |                          |                          |                          |                          |
|  | Italie                   | Italie                   | 1                        | 1                        | Match pour la troisième place |           |                          |                          |                          |                          |
|  |                          |                          |                          |                          |                               |           |                          |                          |                          |                          |
|  | 18 juin 2023 à Enschede  |                          |                          |                          |                               |           |                          |                          |                          |                          |
|  | Pays-Bas                 | Pays-Bas                 | 2                        | 2                        |                               |           |                          |                          |                          |                          |
|  | Pays-Bas                 | Pays-Bas                 | 2                        | 2                        |                               |           |                          |                          |                          |                          |
|  | Italie                   | Italie                   | 3                        | 3                        |                               |           |                          |                          |                          |                          |
|  | Italie                   | Italie                   | 3                        | 3                        |                               |           |                          |                          |                          |                          |

### Demi-finales
| Match 1                     | Pays-Bas                                     | 2 - 4                 | Croatie                                                               | Stade Feijenoord, Rotterdam                                                                                   | |
| Mercredi 14 juin 2023 20h45 | Malen 34e · Lang 90+6e                       | (1 - 0, 2 - 2, 2 - 3) | 55e (pen.) Kramarić · 72e Pašalić · 98e Petković · 116e (pen.) Modrić | Spectateurs : 39 359 Diffuseur : La chaîne L'Équipe Arbitrage : István Kovács Arbitre vidéo : Bastian Dankert | Spectateurs : 39 359 Diffuseur : La chaîne L'Équipe Arbitrage : István Kovács Arbitre vidéo : Bastian Dankert |
| Mercredi 14 juin 2023 20h45 | de Jong 38e · Koopmeiners 93e · Malacia 116e | Rapport               | 17e Kovačić · 24e Pašalić · 63e Brozović · 90+3e Livaković            | Spectateurs : 39 359 Diffuseur : La chaîne L'Équipe Arbitrage : István Kovács Arbitre vidéo : Bastian Dankert | Spectateurs : 39 359 Diffuseur : La chaîne L'Équipe Arbitrage : István Kovács Arbitre vidéo : Bastian Dankert |

| Match 2                  | Espagne                            | 2 - 1   | Italie                       | De Grolsch Veste, Enschede                                                                                    | |
| Jeudi 15 juin 2023 20h45 | Yeremi Pino 3e · Joselu 88e        | (1 - 1) | 11e (pen.) Immobile          | Spectateurs : 24 558 Diffuseur : La chaîne L'Équipe Arbitrage : Slavko Vinčić Arbitre vidéo : Nejc Kajtazovic | Spectateurs : 24 558 Diffuseur : La chaîne L'Équipe Arbitrage : Slavko Vinčić Arbitre vidéo : Nejc Kajtazovic |
| Jeudi 15 juin 2023 20h45 | Alba 45+1e · Gavi 57e · Morata 83e | Rapport | 38e Immobile · 90+3e Zaniolo | Spectateurs : 24 558 Diffuseur : La chaîne L'Équipe Arbitrage : Slavko Vinčić Arbitre vidéo : Nejc Kajtazovic | Spectateurs : 24 558 Diffuseur : La chaîne L'Équipe Arbitrage : Slavko Vinčić Arbitre vidéo : Nejc Kajtazovic |

### Match pour la troisième place
| Match 3                     | Pays-Bas                     | 2 - 3   | Italie                                     | De Grolsch Veste, Enschede                                                                                           | |
| Dimanche 18 juin 2023 15h00 | Bergwijn 68e · Wijnaldum 89e | (0 - 2) | 6e Dimarco · 20e Frattesi · 72e Chiesa     | Spectateurs : 21 292 Diffuseur : La chaîne L'Équipe Arbitrage : Glenn Nyberg (en) Arbitre vidéo : Bartosz Frankowski | Spectateurs : 21 292 Diffuseur : La chaîne L'Équipe Arbitrage : Glenn Nyberg (en) Arbitre vidéo : Bartosz Frankowski |
| Dimanche 18 juin 2023 15h00 | Weghorst 90+4e               | Rapport | 34e Dimarco · 90+2e Barella · 90+4e Acerbi | Spectateurs : 21 292 Diffuseur : La chaîne L'Équipe Arbitrage : Glenn Nyberg (en) Arbitre vidéo : Bartosz Frankowski | Spectateurs : 21 292 Diffuseur : La chaîne L'Équipe Arbitrage : Glenn Nyberg (en) Arbitre vidéo : Bartosz Frankowski |

### Finale
| Match 4                     | Croatie                                                 | 0 - 0 ap              | Espagne                                                | Stade Feijenoord, Rotterdam                                                         |                                                                                     |
| Dimanche 18 juin 2023 20h45 |                                                         | (0 - 0, 0 - 0, 0 - 0) |                                                        | Diffuseur : La chaîne L'Équipe Arbitrage : Felix Zwayer Arbitre vidéo : Marco Fritz | Diffuseur : La chaîne L'Équipe Arbitrage : Felix Zwayer Arbitre vidéo : Marco Fritz |
| Dimanche 18 juin 2023 20h45 | Petković 90+2e                                          | Rapport               | 81e Gavi · 96e Nacho · 97e Rodri ·                     | Diffuseur : La chaîne L'Équipe Arbitrage : Felix Zwayer Arbitre vidéo : Marco Fritz | Diffuseur : La chaîne L'Équipe Arbitrage : Felix Zwayer Arbitre vidéo : Marco Fritz |
| Dimanche 18 juin 2023 20h45 | Vlašić · Brozović · Modrić · Majer · Perišić · Petković | Tirs au but 4 - 5     | Joselu · Rodri · Merino · Asensio · Laporte · Carvajal | Diffuseur : La chaîne L'Équipe Arbitrage : Felix Zwayer Arbitre vidéo : Marco Fritz | Diffuseur : La chaîne L'Équipe Arbitrage : Felix Zwayer Arbitre vidéo : Marco Fritz |

## Buteurs
3 buts
- Michy Batshuayi
- Memphis Depay

2 buts
- İlkay Gündoğan
- Kai Havertz
- Jonas Hofmann
- Joshua Kimmich
- Timo Werner
- Harry Kane
- Kevin De Bruyne
- Leandro Trossard
- Luka Modrić
- Andreas Cornelius
- Andreas Skov Olsen
- Álvaro Morata
- Pablo Sarabia
- Kylian Mbappé
- Zsolt Nagy
- Roland Sallai
- Lorenzo Pellegrini
- Giacomo Raspadori
- Steven Bergwijn
- Denzel Dumfries
- Cody Gakpo
- Brennan Johnson
- Karol Świderski
- João Cancelo
- Diogo Dalot
- Cristiano Ronaldo
- Breel Embolo
- Jan Kuchta

1 but
- Thomas Müller
- Mason Mount
- Luke Shaw
- Marko Arnautović
- Christoph Baumgartner
- Michael Gregoritsch
- Marcel Sabitzer
- Xaver Schlager
- Andreas Weimann
- Leander Dendoncker
- Loïs Openda
- Youri Tielemans
- Axel Witsel
- Andrej Kramarić
- Marko Livaja
- Dejan Lovren
- Lovro Majer
- Mario Pašalić
- Borna Sosa
- Kasper Dolberg
- Christian Eriksen
- Pierre-Emile Højbjerg
- Jens Stryger Larsen
- Jonas Wind
- Jordi Alba
- Gavi
- Íñigo Martínez
- Carlos Soler
- Karim Benzema
- Olivier Giroud
- Adrien Rabiot
- Dániel Gazdag
- Ádám Szalai
- Dominik Szoboszlai
- Nicolò Barella
- Alessandro Bastoni
- Federico Dimarco
- Wilfried Gnonto
- Virgil van Dijk
- Davy Klaassen
- Teun Koopmeiners
- Noa Lang
- Wout Weghorst
- Gareth Bale
- Kieffer Moore
- Rhys Norrington-Davies
- Jonathan Williams
- Matty Cash
- Jakub Kamiński
- Robert Lewandowski
- Piotr Zieliński
- William Carvalho
- Gonçalo Guedes
- Ricardo Horta
- Diogo Jota
- Bernardo Silva
- Manuel Akanji
- Remo Freuler
- Noah Okafor
- Haris Seferović
- Jakub Pešek
- Patrik Schick

But contre son camp
- Eric García
(pour la  Suisse)
- Gianluca Mancini
(pour la  Hongrie)
- Djibril Sow
(pour la  Tchéquie)

## Hommes du match
2 fois
- Manuel Neuer
- Pablo Sarabia
- Denzel Dumfries

1 fois
- Joshua Kimmich
- Thomas Müller
- Maximilian Wöber
- Patrick Pentz
- Leandro Trossard
- Michy Batshuayi
- Kevin De Bruyne
- Mario Pašalić
- Josip Juranović
- Borna Sosa
- Andreas Cornelius
- Pierre-Emile Højbjerg
- Jonas Wind
- Carlos Soler
- Olivier Giroud
- Presnel Kimpembe
- Ádám Lang
- Dominik Szoboszlai
- Roland Sallai
- Francesco Acerbi
- Nicolò Barella
- Leonardo Bonucci
- Teun Koopmeiners
- Memphis Depay
- Cody Gakpo
- Aaron Ramsey
- Piotr Zieliński
- Diogo Dalot
- Cristiano Ronaldo
- Bernardo Silva
- Manuel Akanji
- Yann Sommer
- Jan Kuchta
- Tomáš Vaclík